# Tormentia
Tormentia – polski zespół muzyczny grający rockową muzykę patriotyczną i tożsamościową. W brzmieniach utworów pod względem muzycznym słychać takie nurty muzyczne jak rock, hard rock, heavy metal, thrash metal, groove metal i inne. Zaliczany jest również do sceny RAC. Zespół został założony w 2008 r. w Brzesku (Małopolska). W 2012 r. zespół uczestniczył na Węgrzech w „Festival Boreal”, edycja I, w ramach „Magyar Sziget”. Brał też udział w pierwszej edycji festiwalu „Orle Gniazdo” w 2013 r. i w tym samym roku w festiwalu „Jedność to siła”. W niektórych środowiskach lewicowych i liberalnych zespół uznawany jest za kontrowersyjny, a w skrajnych przypadkach padają wobec niego oskarżenia o neonazizm.

## Historia i występy
Zespół został założony w Brzesku (Małopolska), w 2008 r.. Zadebiutował już rok później, bo w 2009 r.. Był to rok, w którym wydany został pierwszy album grupy pod tytułem „Krew Za Krew”. Już w następnym roku, w 2010 r., zespół zaprezentował drugi swój album zatytułowany „Pro Patria”. W tym samym roku światło dzienne ujrzał split „W Mroku Mogił”, na którym znalazły się utwory Tormentii oraz Gammadionu i Hammer Of Hate. To wydawnictwo powstało jako hołd dla zmarłego gitarzysty działającego pod pseudonimami Lisa/Archdevila zespołu Hammer of Hate. W 2012 r. zaprezentowano płytę wideo z nagraniami pochodzącymi z „Boreal Festival” na Węgrzech. Kolejny album pod tytułem „W Obronie...” został w Polsce wydany w 2013 r. (2012 r.), a w Niemczech w 2018 r.. Rozpoczęcie sprzedaży tego albumu w Polsce miało miejsce na imprezie jubileuszowej z okazji 5-lecia grupy. W 2013 r. zespół uczestniczył także w III. Marszu Antytotalitarnym jaki odbył się w Krakowie. 2014 r. przyniósł wydanie albumu kompilacyjnego zespołu, zatytułowanego „5 Lat Na Froncie”. W pewnym okresie czasu swój patronat medialny nad zespołem oraz jego publikacjami deklarował Portal Niezależnych Nacjonalistów (autonom.pl).
W 2012 r. grupa uczestniczyła w festiwalu, jaki odbył się w dniach od 10 do 11 lipca na Węgrzech w miejscowości Verőce położonej pod Budapesztem – „Festival Boreal”, edycja I, w ramach „Magyar Sziget” („Węgierska Wyspa”), edycja XII, od 10 do 15 lipca. Kapela Tormentia dała swój koncert w dniu 11 lipca (z występu wydana została płyta DVD wideo). Zespół Tormentia wystąpił jeden raz na festiwalu „Orle Gniazdo”. Ich występ na tej imprezie miał miejsce już w pierwszej edycji, która odbyła się w dniach od 28 do 30 czerwca 2013 r.. W tym samym roku zaprezentował się również na innym festiwalu muzycznym – „Jedność to siła” – który odbywał się w Zwierzewie koło Ostródy. Koncert miał miejsce w dniu 24.08.2013 r. Oprócz Tormentii wystąpili także inni wykonawcy, a mianowicie: Irydion, Nordica, Ptaku, Rewolta, Slavic Rebirth.
Inne przykładowe występy oraz wykonawcy, z którymi Tormentia występowała na wymienionych koncertach:
- 2012-01-14: Wrocław, koncert na zakończenie spotkania środowisk narodowych[29][30][31]
- 2012-05-01: Lublin, klub Graffiti, „Voice of Patriots”, inni wykonawcy – Nordica[32][33][34][35][36][37][38], Wilcze Stado[33][34][35][36][37][38], Rewolta i Wyrocznia[33][34][36]
- 2012-06-30: Lublin, klub Graffiti, „Voice of the Patriots” edycja II[e][19][37][39], inni wykonawcy – Irydion, Wilcze Stado, Wyrocznia[39]
- 2013-05-01: Tarnów, Klub Studencki „Przepraszam”, inni wykonawcy – Nordica[40][41].

## Skład

### Członkowie zespołu
Członkowie kapeli z różnych okresów czasu i ich funkcja w zespole:
- Bob – wokal[2][3][42], gitarzysta /gitara/ (Bob Bobowski[43][44])
- KM[2] – basista /gitara basowa/[43][45]
- Młody – perkusista /perkusja/[2]
- Philu – gitarzysta /gitara/[2][3][42][46].

### Goście
Przy tworzeniu nagrań do albumu „Pro Patria” wydanego w 2010 r. gościnnie udział brał Dennis Dent, wokalista amerykańskiej grupy H8machine. Na płycie znajdują się trzy utwory muzyczne z jego gościnnym udziałem wykonane w języku angielskim. Z kolei przy nagraniu dwóch utworów zamieszczonych w albumie „W Obronie...” z 2013 r. gościnnie uczestniczył zespół Molat / Molot (Молат / Молот), pochodzący z Orszy na Białorusi, w jednym jako autor muzyki, a w drugim z nich na wokalach.

### Powiązania
Niektórzy członkowie zespołu współtworzyli także w ramach innych projektów i grup muzycznych, w tym między innymi:
- Pigdriver: Philu[42][51]
- Pozytywka: Bob, KM[43][44][45][52].

## Twórczość
Muzyka tworzona przez zespół to rock z przekazem patriotycznym i tożsamościowym. Czasem spotyka się określenie muzyka tożsamościowa, muzyka patriotyczna, rock narodowy itp. Pod względem muzycznym kompozycje prezentowane w ramach tej twórczości są zaliczane oprócz samego rocka, przede wszystkim do takich gatunków i nurtów muzycznych jak hard rock, heavy metal, thrash metal, groove metal. W niektórych kompozycjach dostrzega się także inne nurty muzyczne, takie jak hardcore punk, oi!, hatecore, ballada, death metal. Zespół nagrał również dla pojedynczych utworów ich wersje symfoniczne („Tormentia”, „Żołnierze Westerplatte”).
Pod względem tekstów twórczość zespołu koncentruje się na takich wartościach jak patriotyzm i tożsamość narodowa oraz ważne według artystów wydarzenia z historii Polski oraz polscy bohaterowie, często zapominani we współczesności. Ponadto niewątpliwe przekaz płynący z treści piosenek zawiera silny wyraz dotyczący europejskiej i polskiej dumy, dziedzictwa narodowego, ruchu oporu, wysiłkowi zbrojnemu polskich żołnierzy, w tym polskiego podziemia zbrojnego. Mocno są również eksponowane poglądy prawicowe, antykomunistyczne, antyglobalistyczne, antymuzułmańskie, antylewicowe, antyliberalne.
Wielu komentatorów tej twórczości dostrzega także wyraźne nawiązania do narodowego socjalizmu (w znaczeniu ogólnym), choć artyści wyraźne i w pełni odżegnują się nie tyle od tej idei, co od nazistów, Adolfa Hitlera i ich wersji narodowego socjalizmu – nazizmu, których zdecydowanie nie uważają za wzór godny do naśladowania, tym bardziej biorąc pod uwagę germańskie dążenia do dominacji między innymi nad Polakami. Wskazywane są jednak pewne inspiracje w twórzości Tormentii takimi zespołami jak Konkwista 88 i Honor oraz zachodnimi zespołami RAC i kapelami metalowymi. Wobec tego drugiego polskiego wykonawcy to należy wspomnieć, że zespół Tormentia uczestniczył również w wydarzeniach i wydawnictwach upamiętniających zmarłego Mariusza „Szczerego” Szczerskiego, wokalisty zespołu Honor. W pierwszym albumie zespołu znajdują się covery trzech utworów muzycznych wymienionej grupy.
Wyżej opisane cechy muzyki tworzonej przez grupę, kompozycje, teksty, wydawnictwa zespołu oraz działalność poza studiem nagraniowym, inne zespoły z którymi kapela występowała, festiwale w których brała udział i inne kwestie sprawiają, że zespół zaliczany jest także do polskiej i europejskiej sceny RAC (Rock Against Communism).

## Dyskografia

### Dyskografia zespołu i inne wydawnictwa
Albumy muzyczne:
- „Krew Za Krew”[54]:
  - 2009 r., wydawca – Strong Survive Records (identyfikator albumu: 059), jedna płyta kompaktowa[7][23][72]
  - 2010 r., wydawca – Homo Superior (identyfikator albumu: HS 013), Wandalia Records (identyfikator albumu: WANDALIA 003), dwie wersje: box i digipack, jedna płyta kompaktowa[72][73][74]
- „Pro Patria”: 2010 r., wydawca – Strong Survive Records (identyfikator albumu: 075), jedna płyta kompaktowa[8][9][23][75]
- „W Mroku Mogił”: split – pozostali wykonawcy: Gammadion, Hammer Of Hate[63][76][77]:
  - 2010 r., wydawca – Strong Survive Records (identyfikator albumu: 069), jedna płyta kompaktowa[10][23][77]
  - 2011 r., wydawca – Nija Art (identyfikator albumu: LP 001, 87899E), jedna płyta gramofonowa[78]
- „Boreal Festival 2012”: 2012 r., Węgry, Not On Label, DVDr, DVD-Video, Ltd.[11][17][21][23]
- „W Obronie...”, wydawca – Strong Survive Records (identyfikator albumu: 099)[79][80]:
  - 2013 r., Polska, jedna płyta kompaktowa[12][13][23][80] (2012 r.[23][80])
  - 2018 r., Niemcy, jedna płyta kompaktowa[14]
- „5 Lat Na Froncie”: 2014 r., album kompilacyjny, wydawca – Nasz Sklep (identyfikator albumu: 001), jedna płyta kompaktowa[16][23][58].

### Składanki
Składanki, kompilacje, w ramach których zamieszczono minimum jeden utwór zespołu Tormentia:
- „Nordland - Zbiór Muzyczny Tom 1”: 2010 r., wydawca – Nordland (identyfikator albumu: Nordland 01|2010), jedna płyta kompaktowa[5][82]
- „Gówno prawda”: 2013 r., wydawca – Mad Dog Records, jedna płyta kompaktowa[23][83][84]
- „Festiwal Orle Gniazdo Vol. 1”: 2014 r., Not On Label (identyfikator albumu: 25121), jedna płyta kompaktowa[85][86]

### Covery i pieśni
W repertuarze zespołu znajdują się także ich własne interpretacje utworów muzycznych innych kapel oraz utworów tradycyjnych. Są to między innymi następujące pieśni i covery:
- „Bóg wojny” zespołu Honor, album „Krew Za Krew”[67]
- „Cena idei” zespołu Honor, album „Krew Za Krew”[67]
- „Konserwa” zespołu Prawy Prosty, album „Pro Patria”[2][8][9][87]
- „My, Pierwsza Brygada”: utwór tradycyjny, album „Pro Patria”[8][9][67]
- „Nie pytaj o Polskę” zespołu Republika / Obywatel G.C., album „W Obronie...”[12][13][80][88]
- „Orlęta Lwowskie” feat. Marta Mądra: autor wiersza – Jan Kasprowicz, album „5 Lat Na Froncie”[9][16][58][89]
- „Ostatni bunt” zespołu Honor, album „Krew Za Krew”[67]
- „Szturm” do słów Konstantego Ildefonsa Gałczyńskiego, album „Pro Patria[9]
- „Wojsko polskie” do słów CrusadeNR – youtuber, album „Pro Patria[9]
- „Żołnierz Westerplatte”, tekst napisany w nawiązaniu do wiersza Władysława Broniewskiego, album „Krew Za Krew”[90].

## Opinie i kontrowersje

### Oceny i opinie
Twórczość zespołu, także według deklaracji samych muzyków, to rock patriotyczny i tożsamościowy. Niewątpliwie przekaz płynący z utworów ma również wydźwięk wyraźnie nacjonalistyczny. Ponadto grupa zaliczana jest do polskiej i europejskiej sceny RAC (Rock Against Communism), choć z pewnością nie jest to muzyka w stylu starego RAC-u, lecz pójście jak w przypadku wielu innych zespołów w kierunku muzyki metalowej. Zespół w ramach sceny narodowej jest popularny w Polsce, momentami był wręcz jednym z bardziej popularnych, co przyznają nawet jego zagorzali przeciwnicy. Padają nawet takie określenia jak najbardziej wzięty zespół sceny nacjonalistycznej ze swoistym kultem zespołu, czy też po prostu jest określany jako jeden z ulubionych zespołów polskiej skrajnej prawicy. Pojawiają się też w pewnych momentach czasu (2011 r.) stwierdzenia, ze na scenie zaangażowanej, Tormentia oraz 2-3 inne zespoły, to podium, które reszta goni. Ocenia się także bardzo wysoko poziom muzycznych umiejętności muzyków i całej grupy. Na odnotowanie zasługuje fakt, że po kilku latach działalności zespołowi udało się w znacznym stopniu wyjść poza subkulturowe „getto”, co przy tego typu kapelach nie zdarza się często i jest stosunkowo trudne. Efekt ten był widoczny zarówno na koncertach zespołu jak i np. w Internecie. Dzięki temu patriotyczny i tożsamościowy przekaz dociera do znaczenie szerszego kręgu odbiorców, przede wszystkim do rzeszy młodych, zbuntowanych osób.

### Kontrowersje dotyczące rzekomego neonazizmu i innych kwestii
Jak podają niektórzy publicyści treści zawarte w tekstach utworów czasem są wręcz neonazistowskie / neofaszystowskie. Padają też oskarżenia zespołu o „hajlowanie” i związki z organizacją Blood & Honour. Do tych zarzutów oczywiście dochodzą również oskarżenia o propagowanie poglądów rasistowskich i antysemickich oraz nawoływanie do przemocy. Sami artyści temu zaprzeczają, wyraźnie podkreślając w swoich wypowiedziach, że w piosenkach odwołują się do polskiego patriotyzmu oraz ważnych aspektów dotyczących historii ojczyzny.
To jednak nie przekonuje przeciwników zespołu i całej sceny, którzy analizując treści wybranych utworów interpretują je w sposób, który pozwala im na uzasadnienie swoich tez. W ten sposób uknute bywają różne określenia dla takich jak Tormentia twórców, którym nie można zarzucić jawnego wyrażania treści neonazistowskich, np. zespół (krypto)faszystowski, czy nowa fala rzekomo nie-nazistowskiego nacjonalizmu. Ponadto w części publikacji, w których przez ich autorów zespół przypisywany jest do sceny neonazistowskiej, niemal wprost przyznają oni, że to przypisanie wynika nie tyle z przekazów płynących z treści utworów, ale w zasadzie z tego (co ma także miejsce wobec kilku innych patriotycznych zespołów rockowych), że zespół występuje na określonych festiwalach, gra koncerty z deprecjonowanymi przez te środowiska innymi zespołami, ma poglądy prawicowe czy nacjonalistyczne i to wystarczy do określenia kapeli jako neofaszystowskiej czy neonazistowskiej. Ta sytuacja wynika wprost z tego, że przez te środowiska przejawy patriotyzmu są często bezzasadnie utożsamiane z aktami faszyzmu, a nawet jeśli pojawiają się utwory, które można by interpretować w opisany wyżej sposób, to zawsze można te konkretne treści odrzucić, czerpiąc pozytywny, ważny i wartościowy przekaz z pozostałej części dorobku twórczego. Świadomy odbiorca muzyki jest bowiem w stanie dokonać odpowiedniego wyboru, nie zakazując z góry, z zasady na odrzucenie przekazu wartościowego, pomijając lub właściwie interpretując przekazy kontrowersyjne. Można w tym kontekście niejednokrotnie zauważyć, że jest to przejaw pewnego buntu przeciw rzeczywistości, cenzurze oraz ograniczeniom w wolności artystycznej.
Zwolennicy zespołu określanie zespołu Tormentia neonazistowskim nazywają absurdem, bowiem niezrozumiałe jest nazywanie tak prezentowanych w ich utworach treści mówiących np. o bohaterstwie Orląt Lwowskich, obrońców Westerplatte czy I Brygady Legionów Polskich. Używają też wobec powyższych zarzutów takich określeń jak manipulacja i pomówieia.
Zarzuty skierowanie wobec zespołu obejmują także krytykę jego uczestnictwa w koncertach takich jak wyżej wymieniony memoriał ku pamięci Mariusza „Szczerego” Szczerskiego, wokalisty zespołu Honor, ale też inne, niepotwierdzone jak koncert ku pamięci Iana Stuarta Donaldsona, założyciela Blood & Honour, wokalisty zespołu Skrewdriver.

### Blokowanie koncertów
Wobec powyższego, tak jak w stosunku do wielu innych zespołów sceny tożsamościowej i RAC, podejmowane były działania przez środowiska lewicowe i liberalne mające na celu blokowanie i odwoływanie koncertów zespołu. Przykładem może być tu koncert zaplanowany na dzień 1 maja 2012 r. w Lublinie. Działania te obejmowały próbę dotarcia do właściciela klubu i kontaktu w tej sprawie, organizowanie na portalu społecznościowym Facebook grupy działającej pod hasłem „Razem nie dopuśćmy do neo-nazistowskiego koncertu”, czy próby działania przeciw organizowanej imprezie poprzez media. W tym przypadku jak i wielu innych jak zwykle można było w niektórych mediach dowiedzieć się o zaniepokojonych i oburzonych mieszkańcach miasta, oczywiście anonimowych i o burzy w Internecie będącej reakcją na informację o koncercie, rzecz jasna w skali bliżej niezdefiniowanej. Blokada tego koncertu nie udała się również między innymi z tego względu, że był organizowany jako impreza prywatna, co jest częstym przypadkiem dla tego typu wydarzeń, a klub w którym się odbył po prostu wynajmował salę, bez możliwości ingerencji w przebieg wydarzenia, z wyłączeniem wymogu przestrzegania umowy i regulaminu.

### Ataki w prasie i publikacjach
W atakach prasowych i publicystycznych na zespół uczestniczą gazety, portale internetowe oraz organizacje, w szczególności wymienić tu można Krytykę Polityczną, Gazetę Wyborczą i Stowarzyszenie „Nigdy Więcej”.
Zespół znalazł się oczywiście na liście stworzonej przez Stowarzyszenie „Nigdy Więcej”, która obejmuje różne wydawnictwa i publikacje, w tym między innymi wydawnictwa muzyczne, uważane przez to stowarzyszenie za takie, które nie powinny być dystrybuowane. Lista dotycząca muzyki w tym zestawieniu obejmuje jedynie nazwy zespołów muzycznych, bez jakiegokolwiek komentarza, czy określenia konkretnych albumów muzycznych, a więc bez względu na ich zawartość.

### Pobicia
Bojówkarze Antify pobili członków zespołu, do tego stopnia, że ci stracili przytomność. Zniszczono również sprzęt muzyczny. W tym celu skontaktowali się z nimi podszywając się podstępnie za ich sympatyków, którzy proponują spotkanie i eskortę na koncert dla ich rzekomego bezpieczeństwa. Spotkanie odbyło się w umówionym miejscu, którym była stacja benzynowa. Z wydarzenia nagrany został filmik zamieszczony później w Internecie, po jego ocenzurowaniu polegającym na usunięciu wszystkich naprawdę drastycznych momentów. Występ oczywiście został odwołany. Krótkie i znamienne streszczenie akcji tego filmu znajduje się w artykule zamieszczonym na stronach Rzeczpospolitej, krótki cytat fragmentu: Kilku zakapturzonych chłopaków atakuje na stacji benzynowej wsiadających do samochodu mężczyzn. Szybko sprowadzają ich na ziemię, kopią, jeden z napastników skacze po osłaniającym rękami twarz człowieku. Innym przykładem bezpośredniego ataku na zespół były wydarzenia w 2012 r. zainicjowane przez antyfaszystów. Doszło wówczas do poturbowania niektórych członków zespołu przez osoby podające się właśnie za antyfaszystów, którym jak widać stosowanie faszystowskich i także komunistycznych metod nie przeszkadzało, tym bardziej, że jawnie przyznają się oni do sympatii wobec komunizmu. Oficjalnie odżegnują się od totalitaryzmu takiego jak stalinizm czy maoizm, ale przeciwnicy zarzucają im, że ich metody stosują z zapałem. Zarzuty zwolenników zespołu wobec nich, że pobili i tym samym dosyć skutecznie uniemożliwili Tormentii udział w nacjonalistycznym a nie faszystowskim koncercie, w dodatku grupy wykonującej utwory patriotyczne, spotkały się z sarkazmem i lekceważeniem. Niektórzy sarkastyczni ich komentatorzy, kpią nawet wobec popularnego hasła „Raz-Sier-PeM! Raz-Mło-TeM!”, świadomie pomijając jego przekaz mówiący w kolejnych słowach o „czerwonej hołocie”.